# 胡约翰
胡约翰（John Richard Wolfe，1832年—1915年）是英国圣公会差会 (CMS)派往中国福建省的传教士。他在福建省传教长达53年（1862年到1915年），曾经长期担任福建安立甘会（圣公会）的领袖。
1834年，胡约翰出生在英国，1862年5月，胡约翰受英国圣公会差会 (CMS)派遣，到达中国福州传教。在此之前，圣公会已经在福州传教十年，但是遇到福州地方士绅的激烈反对，租住房屋和发展信徒都颇为困难。胡约翰获得福州英国商人的捐助，买到南后街黄巷口的两间凶宅，改建为福州第一座圣公会教堂萃贤堂。1864年该堂被仇教者烧毁，于是胡约翰重建一座哥特式教堂。1878年，胡约翰在乌石山建造洋楼，引发乌石山教案。
1865年，胡约翰到建瓯传教，设立布道所，是基督教传入建瓯的开端。1868年，胡约翰在连江县川石岛购地建教堂，引发“川石教案”。1880年，胡约翰将圣公会传入仙游。1869 年,川石乡民陈道松将岛上公地盗卖给英教士。本乡进士王有树以川石岛地扼闽江入海口,属五虎山要塞范围,岂能为外人所染,乃联合乡民请官府制止。英教士竟乘王有树上省,率兵船登岸,闯进其家,肆行捣毁,并打死王有树族人王光天,威吓乡民不得阻挠